# Glava (Svezia)
Glava è un'area urbana della Svezia situata nel comune di Arvika, contea di Västra Götaland.